# Rhabditida
Los rabdítidos (Rhabditida) son un orden de nematodos secernénteos que normalmente viven en el suelo y se alimentan de microorganismos. Los oxiúridos, que se incluían en este orden, se incluyen ahora en el orden Oxyurida.
La estrongiloidiasis es una infección intestinal causada por Strongyloides stercoralis; es una infección humana importante en personas inmunodeficientes.

## Taxonomía
Los rabdítidos se clasifican como sigue:
Suborden Cephalobina
- Superfamilia Cephaloboidea

Familia Alirhabditidae
Familia Bicirronematidae
Familia Cephalobidae
Familia Osstellidae
- Superfamilia Chambersielloidea

Familia Chambersiellidae
- Superfamilia Elaphonematoidea

Familia Elaphonematidae
- Superfamilia Myolaimoidea

Familia Myolaimidae
- Superfamilia Panagrolaimoidea

Familia Panagrolaimidae
- Superfamilia Strongyloidoidea

Familia Alloionematidae
Familia Rhabdiasidae
Familia Strongyloididae
Suborden Rhabditina
- Superfamilia Bunonematoidea

Familia Bunonematidae
Familia Pterygorhabditidae
- Superfamilia Rhabditoidea

Familia Agfidae
Familia Angiostomatidae
Familia Carabonematidae
Familia Diploscapteridae
Familia Heterorhabditidae
Familia Odontorhabditidae
Familia Rhabditidae
Familia Rhabditonematidae
Familia Steinernematidae
- Superfamilia Robertioidea

Familia Robertiidae